# 汪海江
汪海江（1963年10月—），四川安岳人，中国人民解放军上将。

## 生平
汪海江是1977年全国恢复高考后，第一批从地方参加高考考入军校的学员之一。早年参加过兰州军区对越轮战，编入步兵第一八二团任九连连长，于“34-1工程”行动中荣立一等功，随后火线晋升三营营长。后任原兰州军区司令员李乾元秘书，并长期在兰州军区和成都军区（今西部战区）服役。
1997年起，任中国人民解放军第21集团军61师181团团长、副师长。2007年，任61师师长。
2013年1月，任南疆军区副司令员。
2016年，任西藏军区副司令员。在2017年，汪海江曾在海拔4000多米的边防一线，连续蹲点10个月，带领官兵在极端天气修建盘山公路，为边境小康村建设作贡献。
2019年12月，升任西藏军区司令员，跻身战区级副职。
2021年3月，转任新疆军区司令员。
2021年8月，由于熟悉中国边防情况且工作成果显著，提任西部战区司令员，成为正战区职将领。
2022年9月，指挥泸定地震救援

## 轶事
汪海江在军中威信极高，無論在哪個崗位，「他都會愛護下屬，以情帶兵，口碑好」。他曾積極為一名技術骨幹齊虎廣改選高級士官，傳為佳話。
2022年7月，他作为西部战区司令员陪同军委主席习近平视察新疆军区，这是在他离开新疆军区不到一年之后又一次重返故地，他曾经的搭档杨诚中将，下级柳林中将都和他同框合影。

## 军衔晋升
2013年12月，晋升少将军衔。2019年12月，晋升中将军衔。2021年9月，晋升上将军衔。

## 担任职务
第十三届全国人大代表。